# Вусата акула-мандарин
Вусата акула-мандарин (Cirrhigaleus barbifer) — акула роду Вусата колюча акула родини Катранові.

## Опис
Загальна довжина досягає 1,26 м. Голова конусоподібна, сплощена зверху. Морда коротка, під неї присутні надзвичайно довгі носові закрилки на кшталт вусів. Ці вуса досягають рота. Звідси походить назва цієї акули. Губи тонкі, не плисовані. На верхній щелепі розташовано до 27 зубів, на нижній — 22-26. Форма усіх зубів однакова — іклоподібна. У неї 5 пар зябрових щілин помірної довжини. Тулуб доволі гладкий, компактний. Шкіряна луска низька та пласка. Грудні плавці великі. Має 2 спинних плавця, однакові. Наділені довгими та товстими шипами. Перший спинний плавець розташовано позаду грудних плавців. Задній плавець — позаду черевних плавців. Хвостовий плавець широкий, асиметричний. Анальний плавець відсутній.
Забарвлення спини та боків сіро-коричневе. Черево білуватого кольору. Задні крайки плавців білого забарвлення.

## Спосіб життя
Тримається на глибині від 140 до 650 м, на континентальному шельфі. Це малорухлива акула. Полює на здобич біля дна, вона бентофаг, використовує вуса. Живиться дрібними костистими рибами та донними безхребетними.
Статева зрілість настає при розмірі 92 см. Це яйцеживородна акула. Самиця народжує до 10 дитинчат завдовжки 15 см.
Не є об'єктом промислового вилову, проте цінується печінка цієї акули багата на сквален.

## Розповсюдження
Мешкає від південного узбережжя Японії й Тайваня до індонезійських островів Балі та Ломбок.